# Achraf Muti
Achraf Muti (en árabe: أشرف مطيع‎; 4 de diciembre de 1996) es un deportista marroquí que compite en judo. Ganó siete medallas en el Campeonato Africano de Judo entre los años 2018 y 2025.

## Palmarés internacional
| Campeonato Africano | Campeonato Africano         | Campeonato Africano | Campeonato Africano |
| Año                 | Lugar                       | Medalla             | Categoría           |
| ------------------- | --------------------------- | ------------------- | ------------------- |
| 2018                | Túnez (Túnez)               | Medalla de plata    | –81 kg              |
| 2019                | Ciudad del Cabo (Sudáfrica) | Medalla de bronce   | –81 kg              |
| 2020                | Antananarivo (Madagascar)   | Medalla de bronce   | –81 kg              |
| 2021                | Dakar (Senegal)             | Medalla de oro      | –81 kg              |
| 2022                | Orán (Argelia)              | Medalla de oro      | –81 kg              |
| 2023                | Casablanca (Marruecos)      | Medalla de oro      | –81 kg              |
| 2025                | Abiyán (Costa de Marfil)    | Medalla de oro      | –90 kg              |